# Rhyneptesicus nasutus
Rhyneptesicus nasutus is een zoogdier uit de familie van de gladneuzen (Vespertilionidae). De wetenschappelijke naam van de soort werd voor het eerst geldig gepubliceerd door George Edward Dobson in 1877.

## Voorkomen
De soort komt voor in Saoedi-Arabië, Oman, Jemen, Irak, Iran, Afghanistan, Pakistan.